# Johann Weyssenburger
Johann Weyssenburger (* um 1465 in Nürnberg; † um 1535 in Passau) war ein deutscher römisch-katholischer Priester und Buchdrucker. In Landshut hatte er auch ein geistliches Amt als Kaplan in St. Martin, „Johann Weyssenburger, Altarist in Sant Martin Pfarr hie zu Landshut“.

## Leben
Weyssenburger wurde zum ersten Mal in der Eigenschaft als Buchdrucker zu Nürnberg im Jahre 1503 erwähnt. Er arbeitete dort anfangs mit einem Nikolaus Fleyschmann zusammen, der wahrscheinlich auch Priester war.
Nach der Trennung von diesem setzte Weyssenburg die Tätigkeit des Buchdruckhandwerks allein fort, zunächst noch in Nürnberg bis ins Jahre 1513, worauf er dann mit seiner Offizin nach Landshut in Niederbayern übersiedelte. Höchstwahrscheinlich fand dies noch im genannten Jahre statt, wenngleich das früheste bekannte Erzeugnis seiner dortigen Tätigkeit erst vom April 1514 stammt.
Möglicherweise war er von irgendeiner Seite nach Landshut berufen worden, wo es damals keine Druckerei mehr gab, sein Vorgänger war ein Lukas Zaussenmair. Aus Landshut kennt man Erzeugnisse von Weyssenburgers Werkstätte bis zum Jahre 1531; dann verschwand sein Name.
Die Zahl seiner Drucke betrug weit über 100, wovon der größere Teil auf den Herstellungsort Landshut fällt. Viele dieser Druckerzeugnisse waren reich mit Holzschnitten ausgestattet, ein Umstand, der diesem Buchdrucker auch einen Platz in der Geschichte der Buchillustration sichert.
Was den Inhalt der Drucke betrifft, so fehlt es unter ihnen nicht ganz an profanen Werken. Ganz vorzugsweise aber stellte Weyssenburg seine Presse in den Dienst der römisch-katholischen Kirche, druckte Schriften, wie sie die Geistlichkeit brauchte: Erklärungen des Messkanons, Predigtsammlungen, Beichtbücher, dann wieder kirchliche Schriften für Laien: Sterbebüchlein (darunter auch drei Ausgaben der Ars moriendi), Heiligtumsbücher, Leben von Heiligen – dies und Ähnliches ging vornehmlich aus seinem Handwerksbetrieb hervor.
Als die Reformation kam, war die Druckerei Weyssenburgers eine der wenigen in Süddeutschland, die den Gegnern der neuen Bewegung zur Verfügung standen. So publizierte er Werke von Johannes Eck, Johann Fabri, Nachdrucke des kaiserlichen Edikts, der päpstlichen Bannbulle Decet Romanum Pontificem.
Im Hinblick darauf ist es bemerkenswert, dass Weyssenburger 1517 zugleich eine vermeintlich aus den Händen Martin Luthers stammende Schrift Tractatulus de hiis qui ad ecclesias confugiunt tam iudicibus secularibus quam ecclesie rectoribus monasteriorum prelatis perutilis in Landshut zunächst anonym druckte, später, im Jahre 1520, setzte man Luther als Verfasser ein. Ob, wie Karl Knaake (1883) vermutet, Christoph Scheurl, der mit dem Drucker noch von Nürnberg her in Geschäftsverbindung stand, diesem das Manuskript Luthers geschickt hat, bleibt hypothetisch. Ebenso bleibt unklar, inwieweit er mit der lutherischen Position sympathisierte, obwohl er einige Schriften publizierte, aus denen eine zweifelsfreie Offenheit und Zuneigung zur lutherischen Sache zu erkennen ist. Mit dem Zweiten Bayerischen Religionsmandat vom 2. Oktober 1524 war in Bayern die Zensur eingeführt worden. Entsprechend wurden vom Offizin Weyssenburger keine lutherischen Schriften mehr gedruckt.
In der Druckerei Weyssenburger wurde 1526 ein Werk von Johann Fundling († 1538) herausgegeben: Anzaigung zwaier falschen Zungen des Luthers und wie er mit der ainen die paurn verfüret mit der andern sy verdammet hat, eine lutherkritische Schrift, die sich mit der zwiespältigen Position Martin Luthers im deutschen Bauernkrieg auseinandersetzte. Fundling versuchte den Eindruck zu erwecken, dass Luther eine Missbildung ähnlich diesem Horn sei, welcher dem Orden der Augustinereremiten entwachsen sei und nun seine Boshaftigkeit über die Welt verstreue. Dies mache Luther mittels seiner Schriften und Bücher. So habe Luther in seinen ersten Schriften die Bauern dazu ermutigt, gegen die Obrigkeit vorzugehen. In seinen späteren Werken hingegen räume Luther dem Adel das Recht ein, die Aufstände der Bauern blutig niederzuschlagen.
1533 verließ Weyssenburger die Stadt Landshut wieder; er lebte dann von 1534 bis zu seinem Tode in Passau. Seine Nachfolger wurden Georg († 1548) und Martin Apian, die bis zum Jahre 1548 dort tätig waren.